# Antonio Corazzi

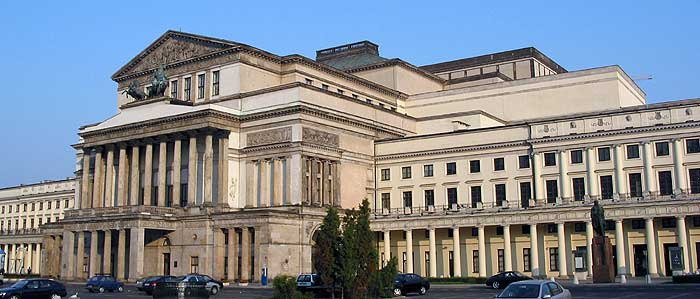
Das Warschauer Theater

Antonio Corazzi (* 17. Dezember 1792 in Livorno; † 26. April 1877 in Florenz) war ein italienisch-polnischer Architekt des Klassizismus.
1811 trat er in die Regia Accademia delle Belle Arti del Disegno in Florenz ein, wo er mit einem Stipendium seiner Vaterstadt Architektur studierte. Mit Giuseppe Del Rosso, dem Architekturdozenten der Accademia, war er an den Planungen für die Arena Goldoni in Florenz beteiligt, die im Frühjahr 1818 eingeweiht wurde. In diesem Jahr wurde er auf Anraten von Stanisław Staszic nach Kongresspolen eingeladen, wo er 27 Jahre lang wirkte und vor allem das Stadtbild Warschaus maßgeblich beeinflusste. Er ließ sich in seinen Werken von dem Warschauer Klassizismus der Epoche von Stanislaus II. August inspirieren.
Seine Bautätigkeit in Polen (1819–1847) lässt sich in zwei Abschnitte aufteilen. Die Jahre vor dem Novemberaufstand 1830 lassen sich der Epoche der reifen Warschauer Neoklassik zurechnen, während die Jahre ab 1830 von der Architektur der Romantik geprägt sind. Für Corazzi ist vor allem die erstere Epoche charakteristisch, in der er unter der Schirmherrschaft von Franciszek Ksawery Drucki-Lubecki schuf. Dabei beeinflussten ihn auch die Eindrücke einer Reise, die ihn 1826 nach Berlin, Dresden, München, Mailand, Florenz, Bologna und Venedig führte. Da Corazzi Anhänger der nationalen Bewegung war, wurde er zunehmend von bedeutenden Aufgaben ausgeschlossen und seine Zuständigkeit bei öffentlichen Bauaufgaben, unter Minderung seines Jahresgehalts, auf den Schuldistrikt von Warschau beschränkt.
Corazzi hat in Polen über 50 eigene Projekte realisiert, von denen 45 allein in Warschau sowie einige urbane Projekte, wie die Gestaltung der Plätze Theaterplatz und Bankenplatz sowie den Friedhof Koszyki. Dabei verstand er es vorzüglich, die toskanische und polnische Architekturtradition zu vereinen. Sein Hauptwerk ist das Große Theater in Warschau, das größte seiner Zeit weltweit.
1846 verließ er Polen und zog nach Florenz, hatte aber mit wirtschaftlichen Schwierigkeiten zu kämpfen, da die geringe Pension, die ihm die polnische Regierung zugestanden hatte, nicht ausreichend für die wachsende Familie war, und es Corazzi nicht gelang, sich als Architekt gegen die zahlreiche Konkurrenz durchzusetzen, zumal ihm wegen seiner langen Abwesenheit in Polen die nötigen Beziehungen zur politischen Klasse der Toskana fehlten.

## Wichtige Projekte
- Umbau der Kapelle zur unbefleckten Empfängnis der Heiligen Jungfrau Maria (1819)
- Staszic-Palast (1820–1823)
- Hołowczyc-Palast (1820)
- Palais der Kommission des Inneren (1823)
- Palais der Masowischen Kommission (1824)
- Um- und Ausbau des Mostowski-Palastes im klassizistischen Stil (1823–1824)
- Palast der Regierungskommission für Einkünfte und Finanzen (1825)
- Palast des Finanzministers (1825)
- Dikontbank (1825)
- Sandomir-Palast in Radom (1825–1827)
- Das große Theater (1825–1833)
- Das Realgymnasium (1841)
- Palais Rastawiecki in Dołhobyczów (1837)